# Johann von Habrda

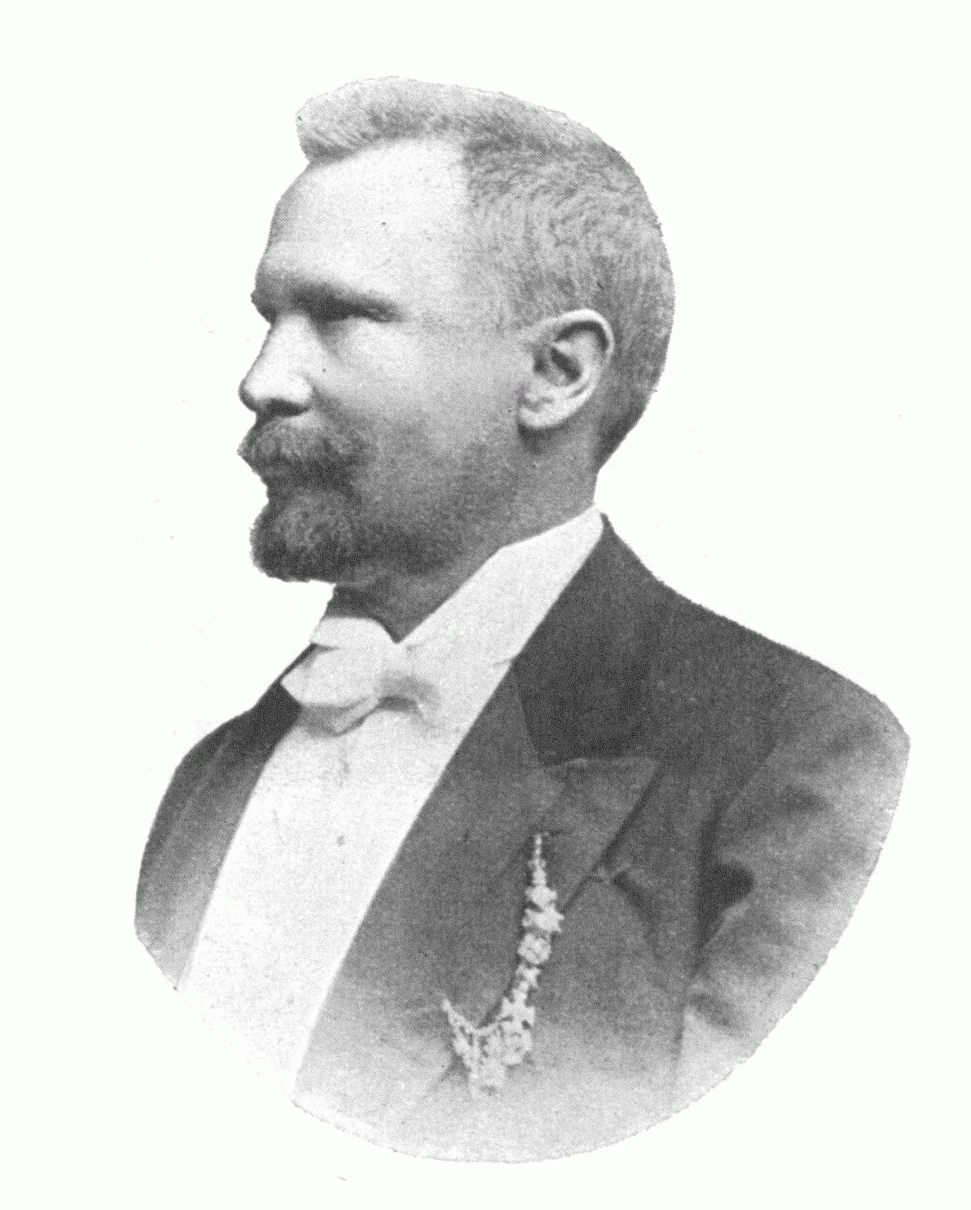
Johann von Habrda (1901)

Johann Freiherr von Habrda (* 27. Dezember 1846 in Wien; † 1. Mai 1916 ebenda) war 1897 bis 1907 als Polizeipräsident Leiter der k.k. Polizeidirektion in Wien.

## Leben
Johann von Habrda war 1872/73 Rechtspraktikant beim Landesgericht in Wien. Danach wechselte er zur Polizeidirektion in Wien über.
Als Polizeibeamter war Habrda 1889 nach den Vorfällen in Schloss Mayerling nahe Wien gemeinsam mit Ferdinand Gorup von Besánez, später ebenfalls Polizeipräsident von Wien, daran beteiligt, die Leiche von Mary Vetsera auf Wunsch des Hofes im Geheimen von Mayerling ins Stift Heiligenkreuz zu bringen. Nachdem Mary Vetsera dort beerdigt war, telegrafierte Habrda vom  Postamt des Dorfes an das Wiener Polizeipräsidium: „Alles abgethan. Habrda.“
1896 wurde der bisherige Oberpolizeirat von Kaiser Franz Joseph zum Hofrat befördert. Gleichzeitig wurde er stellvertretender Polizeipräsident. 1897–1907 amtierte er als Wiener Polizeipräsident. 1901 wurde von Habrda zum Freiherrn ernannt.
Von 31. August bis 3. September 1903 besuchte König Eduard VII. Kaiser Franz Joseph in Wien. Im Zusammenhang damit wurde Johann von Habrda, der zuvor bereits zum Commander des Royal Victorian Order (CVO) promoviert worden war, von Großbritannien (gleichzeitig mit Hugo Fürst Dietrichstein) 1904 mit dem Rang eines Knight Commander (KCVO) ausgezeichnet.
In die Amtszeit von Habrda fiel der Aufbau einer modernen Kriminalpolizei, die Einführung der Daktyloskopie, die Gründung des Polizeimuseums, sowie der Bau des Polizeigebäudes auf der Elisabethpromenade.